# فور إم
فور إم فرقة غنائية مصرية أسسها الفنان عزت أبو عوف مع شقيقاته: منى، مها، منال وميرفت في نهاية السبعينيات وقدمت العديد من الأغاني والألبومات وحققت نجاح ملحوظ وقتها.
بعد التغير انضمت لهم مريم بديلة عن منى التي تزوجت وابتعدت في وقتها في العام 1979 وكان يقومون بالبروفات في بدرووم بيتهم بالزمالك، أحدثت الفرقة دوياً هائلاً حتى على المستوى العربى ولكنها تراجعت تماماً فيبداية التسعينيات حتى توقفت، وقد أرجع أبو عوف عدم استمرار الفرقة لطبيعة الحياة واختلاف الظروف الشخصية لكل عضو في الفرقة.
انضم إليها الفنان محمد فؤاد بعد تعرفه علي الدكتور عزت أبو عوف عقب حفل بنادي الشمس عام 1982 وغني معهم سلطان زماني ومتغربين.
شاركت الفرقة في مسرحية عشرة على باب الوزير. وكان آخر ظهور لهم سويًّا في برنامج بيت العائلة باستضافة نجوى إبراهيم عام 2016.

## تأسيس الفرقة
قبل تأسيس الفرقة، كان أبو عوف عضواً في أشهر فرقة للموسيقى الغربية في مصر وهي «بلاك كوتس» ومؤسسها إسماعيل الحكيم ابن الكاتب الكبير توفيق الحكيم. وكان من أعضائها عازف الجيتار عمر خورشيد، ومجدي الحسيني، وطلعت زين. وانهارت الفرقة بعد وفاة إسماعيل الحكيم.
بدأ عزت أبو عوف بتكوين فرقة «فور ام» بعد انهيار «بلاك كوتس» واعتمد على عنصر النساء على غرار «بوني أم» الغربية المعروفة، وكون عزت أبو عوف الفرقة بمشاركة شقيقاته الأربعة وهن: منى مواليد 1955، ومها مواليد سنة 1957، ومنال مواليد سنة 1959، وميرفت مواليد 1961، وكلهن خريجات الجامعة الأمريكية.
كان والدهما هو الموسيقار أحمد شفيق أبو عوف وكان قد واجه صعوبة لإقناع والده نظراً لأنه ضابط بالجيش معروف عنه الجدية الشديدة، ولكن بعد أن شاهد بروفة لهم استطاعوا إقناعه باحتراف الغناء.

## البومات فرقة الفور إم
| - مغني - الليلة الكبيرة - لاعاجبك كده ولا كده - دبدوبة التخينة | - ليالي زمان - جنون الديسكو - متغربين - خلي الستارة - من نظرة ومن إشارة |

## وصلات خارجية
- لقاء مع فرقة الفور إم في 1984
- صور وتسجيلات نادرة: من هي فرقة الـ«فور إم» التي ظهرت في إعلان «بيبسي»؟
- كليب الوله ده